# 奈温
奈温（IPA: /nè wín/；1910年5月24日—2002年12月5日），中文常称「吴奈温」，小名秀貌。緬甸卑謬縣榜地鎮人:11。缅甸社會主義綱領黨与缅甸国防军领导人，1958年至1960年，及1962年至1988年间实际控制缅甸政权。在其領導之下，緬甸走上軍事獨裁之路，實行緬甸式社會主義和民族主義的國有化，然而導致緬甸的經濟衰退。

## 生平
1910年，奈温出生于英属印度。1929年，奈温进入仰光大学讀書時，參加過反英學生運動:11。1931年离校，加入我缅人党（德欽党），致力于争取缅甸独立。奈温追随緬甸民族英雄昂山將軍從事民族獨立運動，是當時「三十志士」之一:11。1941年，前往中國海南岛，接受日本军事训练。回国后，奈温一度与日军合作，但自1943年开始，秘密参与组织抗日活动。後與昂山共建緬甸獨立軍，被稱為「緬軍之父」:11。
1949年1月31日，在緬甸獨立後担任缅甸国防军总司令、总参谋长:11。
1958年10月至1960年4月间，曾一度任看守內閣政府總理兼國防部長:11。
1960年大选後，任三军总參谋长:11。

## 軍事政變
1962年3月2日，奈温发动軍事政变推翻吴努，宣布缅甸国防军接管政权，任命自己为缅甸联邦革命委员会主席，並兼任緬甸總理、国防部长、参谋总长。同年7月，奈温创建缅甸社会主义纲领党並自任主席。此後作为缅甸唯一执政党，一直是缅甸党政军最高领导人:11。緬甸倒向美国，加大镇压缅甸共产党的力度，同时以所谓的“缅甸式社会主义”同已与中国交恶的南斯拉夫和蘇聯建立联系，在1960年代，缅甸曾出現大規模的排華活動。
1972年4月，奈温军政府宣布「還政於民」，奈温本人退出军职:11。
1974年1月，实行新宪法，3月召开人民议会，成立民选政府，改任總統:11。3月由纲领党成员组成的人民议会负责重组政府，國名定為緬甸聯邦社會主義共和國，由奈温當選復設的總統之位，1978年連任。1981年，奈温辞去總統职务，但仍留任党主席，保持实际上对缅甸的控制权力。
1988年7月，缅甸全国爆发大规模游行示威，美国对奈温为首的缅甸军政府撤销一切支持，長期獨裁統治的奈温被迫下台。9月18日，蘇貌接管政权成立新的缅甸军政府，以强力手段控制局势。许多人相信，苏貌的铁腕行为实际出自已经宣布“退休”的奈温支持。
1992年，丹瑞取代苏貌掌權后，奈温对军政府仍保持一定的影响力。1998年后，奈温对军政府的影响力开始消退。

## 軟禁及去世
丹瑞為首的緬甸軍政府為鞏固其軍事政權，开始规范商业行为，加大反腐力度，奈温的女儿和女婿埃梭温夫妇试图垄断缅甸移动通讯领域的努力失败，奈温家族的生意遭受巨大损失，由此引发对軍政府的不满，並企图再度策划軍事政变推翻现政府。
2002年3月4日，缅甸军政府以“阴谋推翻政府”的罪名软禁奈温一家。同年9月，奈温的女婿和三个外孙被处以死刑。12月5日，奈温在茵雅湖畔的家中去世。缅甸媒体对他的去世或者葬礼没有进行任何报導，其葬礼也没有任何缅甸军政府领导人出席。奈温的女兒於奈温葬禮期間被暫時解除軟禁，參加父親的葬禮和火化儀式。最後奈温的骨灰撒入仰光河中。

## 軼聞
奈温是一个非常迷信的人，他篤信命理學與一種盛行於緬甸的改運魔法儀式——Yadaya，遂任命命理師擔任國策顧問。昂山素季的傳記作者曾提到，要是有占卜師警告奈温可能遭遇血光之災，奈温便會站在鏡子前面踐踏狗的內臟或豬血，藉此實現預言以迴避災禍。同時占卜師還叮嚀奈温要盡量避開狗，尤其是彎尾巴的。因此奈温巡視出訪前，侍從人員會先行在巡視區域搜捕流浪狗。傳聞中奈温還有以倒退之姿勢過橋以斥退邪惡、用海豚血洗澡讓青春永駐等迷信習慣。
另外在奈温的信仰裡，「9」是非常吉祥的數字，他相信要是鈔票面額都能被9整除，不但國家經濟會因此起飛，還能讓他活過90歲。所以他在1987年宣布100元及75元等不能被9整除的面額通通作廢，並發行45元和90元的新面額貨幣。但舊鈔卻無法變換新鈔。